# Совка зерновая серая
Серая зерновая совка (лат. Apamea anceps) — вид чешуекрылых из семейства совок.

## Описание
Бабочки серого цвета размахом крыльев 38-42 мм.

## Биология
Наибольший ущерб гусеницы наносят пшенице и ячменю, меньше повреждает рожь, вредят и кукурузе. Овес не повреждают.

## Распространение
Обитает в Западной Европе, Малой Азии, Иране, Монголии, странах Балтии, Белоруссии, Украине, Молдавии, Закавказье, Казахстане. В России серая зерновая совка распространена в Поволжье, южных районах Сибири (до Красноярска) и Приуралье; на севере — до Санкт-Петербурга.